# Dragon Quest XI
Dragon Quest XI: Echoes of an Elusive Age là một trò chơi điện tử nhập vai, do Square Enix phát triển và phát hành. Trò chơi này là một phần của loạt Dragon Quest dài kỳ, phát hành tháng 7 năm 2017 tại Nhật Bản cho Nintendo 3DS và PlayStation 4, phát hành ra toàn thế giới cho PlayStation 4 và Microsoft Windows tháng 9 năm 2018. Một phiên bản nâng cấp, Dragon Quest XI S: Echoes of an Elusive Age - Definitive Edition, phát hành tháng 9 năm 2019 cho Nintendo Switch và tháng 12 năm 2020 cho PlayStation 4, Microsoft Windows và Xbox One, và cho Stadia vào tháng 3 năm 2021.
Là một trong những trò chơi đầu tiên công bố cho Nintendo Switch, game ban đầu lấy ý tưởng thế giới mở, nhưng đã bị loại bỏ khi mâu thuẫn với cốt truyện. Để nâng cao nhận thức về nhượng quyền thương mại của Dragon Quest  ở phương Tây, trò chơi đã bao gồm trọn gói các hỗ trợ cho Microsoft Windows, các tính năng khác như hội thoại lồng tiếng Anh và độ phân giải 4K. Các yếu tố khác được thêm vào sau đó là một cốt truyện mở và tùy chọn để nghe phiên bản dàn nhạc hòa tấu.
Trong khi nhiều nhà phê bình coi đây trò chơi là hay nhất trong loạt, cũng như là một trong những JRPG đương đại hay nhất, những người khác lại chỉ trích phong cách thiết kế quá truyền thống và không sáng tạo. Game bán ra hơn sáu triệu bản vào tháng 9 năm 2020. Nhân vật chính của trò chơi, Luminary, cũng xuất hiện đan xen trong loạt Super Smash Bros.

## Lối chơi
Dragon Quest XI tiếp nối lối chơi của các phần trước trong loạt, người chơi sẽ khám phá thế giới và chiến đấu chống lại nhiều quái vật khác nhau, bao gồm cả khả năng khám phá các khu vực trên cao. Phiên bản Nintendo 3DS có phong cách hình ảnh không giống với các phiên bản khác, với đồ họa 3D ở màn hình trên và họa tiết kiểu 16 bit ở màn hình dưới. Trước khi bước vào trận chiến, người chơi có thể chuyển đổi giữa các kiểu đồ họa 3D và 2D bất cứ lúc nào.
Giống như Dragon Quest IX, hệ thống chiến đấu của trò chơi không có các cuộc gặp gỡ ngẫu nhiên và tất cả kẻ địch đều hiện trên toàn bản đồ. Hệ thống chiến đấu cũng bổ sung một tùy chọn máy ảnh dạng tự do, lấy cảm hứng từ MMORPG của Dragon Quest X, cho phép người chơi di chuyển xung quanh chiến trường, mặc dù nó hoàn toàn trực quan và không mang lại lợi ích gì khác cho lối chơi.

## Cốt truyện
Trò chơi lấy bối cảnh ở thế giới Erdrea, và bắt đầu khi vương quốc Dundrasil bị xâm lược và phá hủy bởi một đội quân quái vật. Nhân vật chính, một đứa trẻ sơ sinh, sống sót và được một ông già tên Chalky ở làng Cobblestone tìm thấy khi đang thả trôi trên sông. Con gái của Chalky là Amber nhận nuôi và đứa bé lớn lên trong ngôi làng yên bình. Sau buổi lễ thành niên, Amber tiết lộ sự thật, và gửi anh đến gặp Vua Carnelian xứ Heliodor
Tuy nhiên, vừa gặp nhau, các Hiệp sĩ Hoàng gia, Sir Hendrik và Sir Jasper đã ném nhân vật chính vào ngục tối và buộc tội rằng anh ta là Darkspawn, một kẻ hiểm ác được tiên tri sẽ phá hủy cả thế giới. Trong ngục tối, anh gặp một tên trộm tên là Erik. Erik nhận ra dấu ấn trên tay anh và gọi anh là Luminary, một anh hùng huyền thoại do cây thế giới Yggdrasil chọn ra, người sẽ cứu Erdrea khỏi quỹ dữ, và nói rằng đó là định mệnh khiến cho anh ta được gặp nhân vật chính. Cả hai sau đó trốn thoát bằng cách sử dụng một đường hầm do Erik đào sẵn, rồi trốn đến một vương quốc khác. Trong thị trấn Hotto, cả hai gặp hai pháp sư khác đến từ thành phố Arboria: Veronica, bị lời nguyền biến đổi cơ thể thành một đứa trẻ, và người em sinh đôi Serena. Hai người ngay lập tức nhận ra nhân vật chính là Luminary và thề trung thành với anh. Bốn người sau đó đặt ra nhiệm vụ tiếp cận Yggdrasil để Luminary có thể hiểu thêm về vận mệnh của mình. Trên đường đi, họ có ba người bạn khác: Sylvando, một nghệ sĩ đường phố, Rab, cựu hoàng xứ Dundrasil và cũng là ông của nhân vật chính, cuối cùng là Jade, công chúa lưu vong xứ Heliodor, người đã giúp nhân vật chính trốn thoát trong cuộc tấn công của Dundrasil.
Cả nhóm cuối cùng cũng đến trung tâm của Yggdrasil, nơi chứa Sword of Light, vũ khí định mệnh của Luminary. Tuy nhiên, vừa khi Luminary sắp sửa lấy nó, anh và cả nhóm bị Carnelian và các thuộc hạ là Jasper và Hendrik chặn lại, hóa ra hắn đã theo dõi cả bọn từ đầu. Sau đó tiết lộ rằng Carnelian đã bị một ác nhân tên là Mordegon điều khiển, hay còn gọi là Lord of Shadows, còn Jasper chính là tay sai của hắn. Cả hai sau đó đánh bại Hendrik và nhóm của Luminary, Mordegon lấy và làm hỏng Thanh gươm Ánh sáng, hấp thụ trái tim của Yggdrasil vào cơ thể hắn, phá hủy cái cây và khiển thế giới chìm trong bóng tối. Bị tách khỏi những người bạn của mình, Luminary quay trở lại Cobblestone, giờ đã trở thành nơi trú ẩn kiên cố cho các công dân Heliodor do Carnelian và Hendrik dẫn đầu, những người xin lỗi Luminary vì tất cả những rắc rối mà họ đã gây ra cho anh ta. Hendrik sau đó gia nhập lực lượng với Luminary, và cùng nhau, họ giành lại Heliodor từ lực lượng của Mordegon. Trên hành trình đi cứu phần còn lại của thế giới, họ đoàn tụ với nhóm, ngoại trừ Veronica, cô đã chết vì đã cứu những người khác khi Yggdrasil sụp đổ. Tại Arboria, có một con cá voi bay khổng lồ, được gọi là Cetacea. Sử dụng nó, họ đi đến một hòn đảo nổi cổ xưa được gọi là Havens Above, cũng là nơi có thể rèn Thanh gươm Ánh sáng mới. Sau khi rèn xong, cả nhóm cuối cùng tới Fortress of Fear, pháo đài bay của Mordegon. Ở đó, cả nhóm đánh bại Jasper, đã biến thành một con quỷ, và Mordegon, phục hồi Yggdrasil và thế giới.
Sau đó, cả nhóm phát hiện ra cách để đưa Veronica trở lại trong Tower of Lost Time. Ở đó họ gặp Timekeeper, người đã cho Luminary sức mạnh để quay ngược thời gian và đánh bại Mordegon trước khi anh ta có thể đánh cắp Thanh gươm Ánh sáng và trái tim của Yggdrasil, từ đó Veronica sẽ không phải hy sinh. Tuy nhiên, do sự vắng mặt của Mordegon, một linh hồn bóng tối triệu hồi một quả cầu bí ẩn được gọi là Erdwin's Lantern và hợp nhất với nó, do đó đánh thức nhân vật phản diện thực sự của trò chơi, The Dark One, Calasmos, người trước đây đã bị tiêu diệt trong dòng thời gian cai trị của Mordegon. Bằng cách đó, họ phát hiện ra một Luminary từ nhiều năm trước, gọi là Erdwin, đã bị phản bội và bị giết bởi người bạn là pháp sư Morcant, hắn đã hấp thụ sức mạnh của Calasmos và biến thành Mordegon. Serenica, người bạn đồng môn pháp sư và cũng là tri kỷ của Erdwin, niêm phong Calasmos yếu đuối và cố gắng quay trở lại quá khứ tại Tower of Lost Lime, nhưng lại biến thành Timekeeper, người duy nhất có dấu chỉ của Luminary, có thể sử dụng sức mạnh của tòa tháp. Sau khi chuẩn bị xong, cả nhóm đối đầu với Calasmos và đánh bại hắn ta một lần và mãi mãi. Làm như vậy, Luminary giao dấu chỉ của mình cho Timekeeper, trở về hình dạng ban đầu là Serenica, và sử dụng nó để trở về quá khứ đoàn tụ với Erdwin. Cùng với Veronica và Serena, anh cũng trả lại Thanh gươm Ánh sáng cho Yggdrasil, tiết lộ nó chính là Yggdragon, một con rồng cổ đã bị Calasmos đánh bại từ lâu, với cơ thể biến thành cây Yggdrasil và mang lại sự sống cho Erdrea. Người Yggdragon tôn vinh Luminary danh hiệu "Erdrick", người hùng mạnh nhất trong tất cả các người hùng, và giữ Thanh gươm chờ ngày một anh hùng mới sẽ cần nó để bảo vệ Erdrea khỏi quỷ dữ. Trong đoạn cắt cảnh, Serenica đoàn tụ với Erdwin trong quá khứ, sau cắt cảnh, một người mẹ trẻ, sau khi đọc một cuốn sách về câu chuyện của Luminary, đánh thức con trai mình khỏi giường, thiết lập nên câu chuyện Dragon Quest III.

## Quá trình phát triển và phát hành
Dragon Quest XI bắt đầu quá trình phát triển vào năm 2013, và công bố vào năm 2015 khi bắt đầu có ý tưởng phát hành trên PlayStation 4, Nintendo 3DS, và Nintendo Switch. Đây là một trong những trò chơi đầu tiên công bố cho Switch, vốn biết đến với tên mã Nintendo NX vì máy chưa được tiết lộ đầy đủ vào thời điểm đó. Ban đầu, nhóm nghiên cứu xem xét việc làm cho trò chơi thành thế giới mở, nhưng đã hủy bỏ vì nó sẽ dẫn đến các vấn đề về cốt truyện. Các phiên bản PlayStation 4, Microsoft Windows và Nintendo Switch sử dụng Unreal Engine 4 và sự hỗ trợ phát triển từ ORCA Inc, trong khi phiên bản 3DS có sự hỗ trợ từ Toylogic Inc.
Vào tháng 4 năm 2017, Square Enix đã tổ chức một buồi trình chiếu đặc biệt cho trò chơi, trong đó ngày phát hành cho phiên bản PlayStation 4 và 3DS của trò chơi được tiết lộ là 29 tháng 7 năm 2017. Cùng tháng đó, Sony Interactive Entertainment và Nintendo đã giới thiệu các phiên bản máy PlayStation 4 Slim và New Nintendo 2DS XL đặc biệt cho Nhật Bản.
Cùng với việc phát hành phiên bản tiếng Nhật, nhà thiết kế chính và biên kịch Horii Yuji đã thông báo một phiên bản quốc tế, bản địa hóa thành 5 ngôn ngữ riêng biệt, sẽ phát hành vào năm 2018. Ngày chính xác sau đó tiết lộ là 4 tháng 9 năm 2018, cùng với phiên bản dành cho Microsoft Windows thông qua Steam, phiên bản đầu tiên cho chuỗi chính. Bao gồm đối thoại lồng tiếng Anh, tùy chọn góc nhìn thứ nhất, hỗ trợ độ phân giải 4K và tính năng "Draconian Quest", tăng độ khó của game trong số các thay đổi nhỏ khác. Square Enix nói họ muốn mở rộng thương hiệu Dragon Quest ra bên ngoài Nhật Bản, và tin những tính năng này, ngoài việc có một phiên bản trên Windows, sẽ hỗ trợ điều đó.
Bản phát hành quốc tế trên PlayStation 4 cũng có phiên bản sưu tập đặc biệt mang tên Edition of Lost Time, bao gồm trò chơi, một bộ các món đồ trong trò chơi, một cuốn sách bìa cứng 128 trang gồm các khái niệm thiết kế nhân vật gốc từ Toriyama Akira, hai đĩa nhạc có các phiên bản dựng âm của Sugiyama Koichi, một bản đồ thế giới, và đựng trong một hộp thiếc.
Phiên bản 3DS không được chuyển ngữ để phát hành ra bên ngoài Nhật Bản, phiên bản Switch bị trì hoãn trong khi nhóm cập nhật phiên bản mới hơn của công cụ Unreal mà hệ thống hỗ trợ. Phiên bản Switch công bố tại Tokyo Game Show 2018. Lấy tên là Dragon Quest XI S: Echoes of an Elusive Age - Definitive Edition, trò chơi đã phát hành trên toàn thế giới vào ngày 27 tháng 9 năm 2019 và có lồng tiếng Nhật Bản, chế độ đồ họa 16 bit được chuyển thể từ phiên bản 3DS, một tùy chọn cho nhạc hòa tấu và các yếu tố cốt truyện mở rộng. Bản chơi thử phát hành vào tháng 8, cho phép các bản lưu trò chơi có thể chuyển sang phiên bản đầy đủ.

## Tiếp nhận
Dragon Quest XI nhận được "đánh giá yêu thích chung" theo Metacritic, ca ngợi phần hình ảnh, lối chơi đánh theo lượt truyền thống, cốt truyện, và các nhân vật. Nhiều bài báo gọi đây là trò chơi hay nhất trong loạt Dragon Quest, cũng như một trong những JRPGs đương đại hay nhất.
Tim Roger của Kotaku, vốn hâm mộ loạt đã nhiều năm, gọi đây là một trong những trò chơi hay nhất mọi thời đại.
GamingBolt đã ca ngợi tuyệt vời "từ trong ra ngoài so với cùng thể loại" so với cách làm còn kém của các game khác.
USgamer cảm thấy phần tiếp theo này hoàn toàn gắn kết một cách tự nhiên với Dragon Quest VIII, xứng đáng là tựa trò chơi thuộc dòng chính được phát hành ra ngoài Nhật Bản, và hoàn toàn lý tưởng cho những người mới bắt đầu.
PC Gamer ca ngợi bản tiếng Anh, gọi đây là "tác phẩm xuất sắc nhất, tới mức không ngờ nhất năm".
Bất chấp những lời khen ngợi, một số nhà phê bình coi tính chất bảo thủ quá mức của trò chơi là một điều bất lợi. Polygon nói rằng hình ảnh và cách trình bày được nâng cấp đã "ghép vào một bộ khung đã lão hóa" và không có khả năng mang lại tính đột phá mới nào do tính chất dặm chân tại chỗ.
PC Gamer cũng đồng ý, lưu ý rằng mặc dù phiên bản Windows chạy mượt mà không gặp sự cố và "trông tuyệt vời", họ tin rằng bản thân trò chơi "an toàn một cách đáng thất vọng".
IGN đã chỉ trích một số yếu tố bị coi là khêu gợi trong trò chơi, bao gồm nhiệm vụ hóa trang cho một nhân vật nữ với trang phục thỏ, cũng như nội dung "puff puff" thường xuyên xuất hiện trong loạt.
Một số nhà phê bình cũng viết rằng nhạc nền tổng hợp MIDI, vốn không được dàn dựng sẵn của trò chơi, thường mâu thuẫn với hình ảnh. Đối với phiên bản Windows, người hâm mộ đã tự làm một bản mod thay thế bằng các bản hòa tấu sẵn có. Một bản nhạc nền của dàn nhạc sau đó đã được đưa vào bản Definitive Edition, mặc dù bản gốc cũng có sẵn.

### Doanh số bán hàng
Trò chơi đã bán ra hơn hai triệu bản vật lý trong hai ngày bán đầu tiên tại Nhật Bản; phiên bản Nintendo 3DS bán 1,13 triệu, trong khi phiên bản PlayStation 4 bán 0,95 triệu. Ở Bắc Mỹ, trò chơi có tháng ra mắt tốt nhất trong lịch sử loạt, tăng gấp đôi doanh thu của phần hay nhất trước đó là Dragon Quest IX. Đến tháng 11 năm 2018, trò chơi đã xuất xưởng hơn bốn triệu bản trên toàn thế giới. Dragon Quest XI S đã bán 303.204 bản trong tuần đầu tiên tại Nhật Bản với phiên bản Switch. Đến tháng 9 năm 2020, game đã xuất xưởng hơn sáu triệu bản trên toàn thế giới.

### Giaỉ thưởng
| Năm  | Giải thưởng            | Hạng mục                       | Kết quả   | Tham khảo     |
| ---- | ---------------------- | ------------------------------ | --------- | ------------- |
| 2018 | Game Critics Awards    | Best RPG                       | Đề cử     | [ 56 ]        |
| 2018 | Golden Joystick Awards | PlayStation Game of the Year   | Đề cử     | [ 57 ] [ 58 ] |
| 2018 | Golden Joystick Awards | Ultimate Game of the Year      | Đề cử     | [ 57 ] [ 58 ] |
| 2018 | The Game Awards 2018   | Best Role-Playing Game         | Đề cử     | [ 59 ]        |
| 2018 | Gamers' Choice Awards  | Fan Favorite Role Playing Game | Đề cử     | [ 60 ]        |
| 2018 | Titanium Awards        | Game of the Year               | Đề cử     | [ 61 ] [ 62 ] |
| 2018 | Titanium Awards        | Best Artistic Design           | Đề cử     | [ 61 ] [ 62 ] |
| 2018 | Titanium Awards        | Best Role-Playing Game         | Đoạt giải | [ 61 ] [ 62 ] |
| 2019 | D.I.C.E. Awards        | Role-Playing Game of the Year  | Đề cử     | [ 63 ]        |

## Di sản
Luminary xuất hiện như một nhân vật có thể chơi được, thông qua nội dung có thể tải xuống, trong Super Smash Bros. Ultimate. năm 2018. Altar của Yggdrasil cũng là màn chơi liên quan, cùng với một số bản nhạc trong bộ truyện. Ngoài ra, The Luminary cũng có một amiibo phát hành vào ngày 2 tháng 10 năm 2020.